# برندی کاستین
برَندی دِنیز کاستین (انگلیسی: Brandi Denise Chastain) (زاده سال ۱۹۶۸ میلادی در سان خوزهٔ کالیفرنیا) بازیکن فوتبال اهل ایالات متحده است.

## زندگینامه
او از سال ۱۹۹۱ تا سال ۲۰۰۴ در تیم ملی فوتبال زنان ایالات متحده آمریکا بازی می‌کند.
برندی کاستین از مشهورترین فوتبالیست‌های زن در تاریخ فوتبال است و تا کنون چندین بار در جام جهانی فوتبال زنان برای تیم ملی آمریکا به میدان رفته است.
در فینال جام جهانی ۱۹۹۹ او بود که آخرین پنالتی تیم آمریکا را درون دروازهٔ تیم ملی چین جای داد تا آمریکا جام جهانی را به خانه ببرد.
وی هم چنین در سال ۲۰۰۷ ، در سینمایی بهترین حرکت او ، در نقش خودش حاضر شد.

## رخداد سینه‌بند
در تاریخ ۱۰ ژوئیه ۱۹۹۹ پس از آن‌که پنالتی پنجم تیم ملی فوتبال زنان ایالات متحده آمریکا را به گل تبدیل کرد و سبب پیروزی تیمش در برابر تیم ملی زنان چین در بازی نهایی جام جهانی زنان شد، وی برای ابراز شادمانی پیراهن ورزشی‌اش را از بدن درآورد و در حالی‌که سینه‌بند ورزشی بر تن داشت بر زمین زانو زد.
در پی آن تصویر این صحنه بر روی جلد مجلات تایم، نیوزویک و اسپرتز ایلوستریتد قرار گرفت.
در پاسخ به علت این کار وی گفت «جنون آنی، نه بیشتر نه کمتر. من در آن زمان به هیچ چیز فکر نمی‌کردم. با خودم گفتم این مهمترین لحظه از زندگی ورزشی من است»..